# احمد الریک
احمد الریک (انگلیسی: Ahmad Elrich؛ زادهٔ ۳۰ مهٔ ۱۹۸۱) ورزشکار فوتبال لبنانی‌تبار اهل استرالیا است.
از باشگاه‌هایی که در آن بازی کرده‌است می‌توان به باشگاه فوتبال سنترال کوئست مارینرز، باشگاه فوتبال ولینگتون فونیکس، باشگاه فوتبال بوسان ای‌پارک، باشگاه فوتبال لین، باشگاه فوتبال فولام و باشگاه فوتبال بوسان ای‌پارک اشاره کرد.
وی همچنین در تیم‌های ملی فوتبال استرالیا و زیر ۲۳ سال استرالیا بازی کرده‌است.